# Juan Sebastián Herrera
Juan Sebastián Herrera Sanabria (Bucaramanga, Colombia; 4 de noviembre de 1994) es un futbolista colombiano. Juega de delantero y su equipo actual es el Sacramento Republic FC de la USL Championship.

## Trayectoria

### Real Santander
Juan Sebastián Herrera debutó como jugador profesional en agosto de 2012 a la edad de 17 años y 9 meses entrando por John Fredy Sárez en el partido en que Real Santander y Atlético Bucaramanga empataron 1-1 en el marco de la Categoría Primera B de ese año. Su primer gol lo marcó tres fechas después frente a Cortuluá, ayudando a su equipo a conseguir la victoria 2-1 en ese partido. Herrera permaneció dos años en Real Santander, en los cuales anotó 14 goles en 49 partidos.

### Alianza Petrolera
En octubre de 2013 se hizo oficial el fichaje de Juan Sebastián Herrera por el equipo Alianza Petrolera del municipio de Barrancabermeja, para la temporada 2001. El debut de Herrera en primera división se dio en la primera fecha de la Liga Postobón I 2014 en la derrota de Alianza Petrolera 0-2 contra Cúcuta Deportivo. En la fecha 7 del torneo, Herrera hizo su debut como goleador en primera división anotándole un doblete a Patriotas Boyacá con el cual su equipo ganó el partido 4-0.

### Barranquilla FC
Tras cinco temporadas en Alianza Petrolera, en las cuales consiguió 20 goles en 57 partidos, Juan Sebastián Herrera fue transferido al Barranquilla FC, equipo filial de Atlético Junior. Bajo la dirección del entrenador Arturo Reyes, Herrera se convirtió en un jugador importante del equipo costeño, siendo el delantero titular del Barranquilla durante los dos semestres en los que estuvo en el equipo. En ese tiempo convirtió 14 goles y sus destacadas actuaciones llamaron la atención del cuerpo técnico de Junior, que decidió contar con él para el segundo semestre de 2017.

### Junior
Tras varios meses en los que no fue tenido en cuenta, Herrera debutó como jugador de Junior, el 30 de octubre de 2017 frente a Atlético Bucaramanga, donde aportó con un gol para la victoria 3-1 en condición de visitante a favor de los 'tiburones'. Después de su buen debut sólo consiguió ser titular en un partido más, jugando 61 minutos en el empate 2-2 entre Junior y Tolima.

## Clubes
| Club                | País           | Año           |
| ------------------- | -------------- | ------------- |
| Real Santander      | Colombia       | 2012 - 2013   |
| Alianza Petrolera   | Colombia       | 2014 - 2016   |
| Barranquilla F. C.  | Colombia       | 2016 - 2017   |
| Junior              | Colombia       | 2017          |
| Jaguares de Córdoba | Colombia       | 2018          |
| Atlético Huila      | Colombia       | 2018          |
| Cortuluá            | Colombia       | 2019          |
| Macará              | Ecuador        | 2020          |
| Deportivo Pasto     | Colombia       | 2021          |
| Junior              | Colombia       | 2021          |
| Cortuluá            | Colombia       | 2022          |
| Sacramento Republic | Estados Unidos | 2023-presente |

## Estadísticas
| Club                           | Div.          | Temporada     | Liga  | Liga  | Copa Nacional | Copa Nacional | Copa Internacional | Copa Internacional | Total | Total |
| Club                           | Div.          | Temporada     | Part. | Goles | Part.         | Goles         | Part.              | Goles              | Part. | Goles |
| ------------------------------ | ------------- | ------------- | ----- | ----- | ------------- | ------------- | ------------------ | ------------------ | ----- | ----- |
| Real Santander · Colombia      |               |               |       |       |               |               |                    |                    |       |       |
| 2.ª                            | 2012          | 12            | 4     | —     | —             | —             | —                  | 12                 | 4     |       |
| 2.ª                            | 2013          | 28            | 9     | 9     | 1             | —             | —                  | 37                 | 10    |       |
| Total club                     | Total club    | 40            | 13    | 9     | 1             | 0             | 0                  | 49                 | 14    |       |
| Alianza Petrolera · Colombia   |               |               |       |       |               |               |                    |                    |       |       |
| 1.ª                            | 2014          | 30            | 5     | 7     | 2             | —             | —                  | 37                 | 7     |       |
| 1.ª                            | 2015          | 17            | 1     | 4     | 1             | —             | —                  | 21                 | 2     |       |
| 1.ª                            | 2016          | 10            | 0     | 6     | 2             | —             | —                  | 16                 | 2     |       |
| Total club                     | Total club    | 57            | 6     | 17    | 5             | 0             | 0                  | 74                 | 11    |       |
| Barranquilla F. C. · Colombia  |               |               |       |       |               |               |                    |                    |       |       |
| 2.ª                            | 2016          | 16            | 7     | —     | —             | —             | —                  | 16                 | 7     |       |
| 2.ª                            | 2017          | 16            | 7     | 5     | 1             | —             | —                  | 21                 | 8     |       |
| Total club                     | Total club    | 32            | 14    | 5     | 1             | 0             | 0                  | 37                 | 15    |       |
| Junior · Colombia              |               |               |       |       |               |               |                    |                    |       |       |
| 1.ª                            | 2017          | 2             | 1     | —     | —             | —             | —                  | 2                  | 1     |       |
| Total club                     | Total club    | 2             | 1     | 0     | 0             | 0             | 0                  | 2                  | 1     |       |
| Jaguares de Córdoba · Colombia |               |               |       |       |               |               |                    |                    |       |       |
| 1.ª                            | 2018          | 4             | 0     | —     | —             | 0             | 0                  | 4                  | 0     |       |
| Total club                     | Total club    | 4             | 0     | 0     | 0             | 0             | 0                  | 4                  | 0     |       |
| Atlético Huila · Colombia      |               |               |       |       |               |               |                    |                    |       |       |
| 1.ª                            | 2018          | 7             | 2     | —     | —             | —             | —                  | 7                  | 2     |       |
| Total club                     | Total club    | 7             | 2     | 0     | 0             | 0             | 0                  | 7                  | 2     |       |
| Cortuluá · Colombia            |               |               |       |       |               |               |                    |                    |       |       |
| 2.ª                            | 2019          | 39            | 24    | 0     | 0             | —             | —                  | 39                 | 24    |       |
| Total club                     | Total club    | 39            | 24    | 0     | 0             | 0             | 0                  | 39                 | 24    |       |
| Macará · Ecuador               |               |               |       |       |               |               |                    |                    |       |       |
| 1.ª                            | 2020          | 30            | 11    | 0     | 0             | —             | —                  | 30                 | 11    |       |
| Total club                     | Total club    | 30            | 11    | 0     | 0             | 0             | 0                  | 30                 | 11    |       |
| Total carrera                  | Total carrera | Total carrera | 211   | 71    | 31            | 7             | 0                  | 0                  | 242   | 78    |

## Palmarés

### Campeonatos nacionales
| Título        | Club   | País     | Año  |
| ------------- | ------ | -------- | ---- |
| Copa Colombia | Junior | Colombia | 2017 |